# Benedek Jancsó
Benedek Jancsó Nagynyjtódi (Ghelinţa, 19 de novembre de 1854 - Budapest, 27 de juny de 1930) va ser un professor i publicista hongarès, membre corresponent de l'Acadèmia Hongaresa de Ciències. A part d'organitzar i difondre, la xarxa d'escoles estatals i eclesiàstiques d'educació gratuïta, amb una part molt important de la seva activitat professional dedicada a les seves obres sobre història política i ètnica.

## Carrera
Va estudiar a les escoles primàries de Csíksomlyó i Cluj-Napoca, després va completar la seva educació superior en les universitats de Cluj-Napoca i Viena, i finalment va obtenir el seu doctorat el 1878 a Cluj-Napoca. En el període 1880-1887 va ser mestre d'escola en Pancevo, els anys 1878-1880 a Budapest, per acabar traslladant-se a Arad. Entre 1887 i 1892 va ensenyar en una escola secundària pública estatal, el Toldy Ferenc Gimnázium, i després va realitzar una gira de mig any per Romania per estudiar la situació educativa i d'alfabetització en aquest país. Al seu retorn, a partir de 1893 va exercir com a mestre al Petőfi Sándor Gimnázium, ocupant el càrrec de director de l'escola en el curs escolar 1893/1894. Va interrompre la docència per un curt temps el 1895, sota el govern de Bánffy i es va convertir en funcionari del Departament d'Assumptes Nacionals de l'Oficina del primer ministre, fins a 1899, però va tornar a ensenyar a partir de 1897, aquest cop al Kölcsey Ferenc Gimnázium.

## Obra
Com a professor, va ser un militant defensor i organitzador de l'educació gratuïta a idioma hongarès fora de les escoles estatals i religioses, de l'educació d'adults en acadèmies folklòriques i cursos universitaris folklòrics, promovent conferències d'educació popular. És conegut com a editor fundador de revistes pedagògiques, de teoria educativa i de política educativa com la Középiskolai Szemle (1882-1887, amb Károly Antolik i Lajos Spitkó) i la Egyetemes Közoktatásügyi Szemle (1889-1893, amb Dénes Balássy). El 1888 va editar la Tanulók Olvasó Tárát de Budapest, amb Gábor Boros.
Com a historiador, es va preocupar per les qüestions nacionals a la conca dels Carpats i per la política de minories a Hongria des de la dècada de 1890. Es va formar com a expert especialment en la història de la població i els moviments polític-ideològics de la minoria romanesa a Hongria (Transilvania) (per exemple, la teoria dacoranista, l'irredemptisme romanès, la idea de la Gran Romania), i la majoria de les seves publicacions a Budapest News o Magyar Szemle o en volums independents també van girar al voltant d'aquest tema. En ells, va advertir en general sobre les possibles conseqüències de les aspiracions dels romanesos de Transilvania. En la dècada de 1890 va participar en el treball editorial de la publicació Monografia of the County of Arad and the Free Royal City of Arad, els capítols etnogràfics va escriure ell mateix.
Al començament de la seva carrera, també es va interessar per qüestions d'història literària i lingüística, i es van publicar diverses de les seves publicacions sobre aquests temes (p. Ex. Albert Szenczi Molnár, Ferenc Kölcsey, Gábor Fabian i Sándor Petőfi).

## Reconeixements
El 4 de maig de 1916, va ser elegit membre corresponent de l'Acadèmia de Ciències d'Hongria, així com president del Consell Nacional de Szekler, director de l'Associació de Ciències Socials d'Hongria i, des de 1916, membre honorari de la Societat Pedagògica d'Hongria. Des de 1905 fins a la seva mort, va ser vicepresident de l'Associació Nacional de Mestres d'Escoles Secundàries.

## Llibres[3]
- Szenczi Molnár Albert: Nyelv- és irodalomtörténeti tanulmány, Kolozsvár, 1878.
- Magyar nyelvtudomány-történeti tanulmányok a XVI. és XVII. századból, Budapest, 1880.
- Kölcsey Ferencz élete és művei, Budapest, 1885.
- Fábián Gábor élete és irodalmi működése, Arad, 1885.
- A Daco Romanizmus és a magyar kulturpolitika, Budapest, 1893.
- Középiskoláink reformja, Budapest, 1891.
- Román politikai és történelmi tanulmányok, Budapest, 1894.
- Szabadságharczunk és a dákoromán törekvések, Budapest, 1895.
- Bánffy Dezső nemzetiségi politikája, Budapest, 1895.
- A román nemzetiségi törekvések története és jelenlegi állapota, I–II. köt., Budapest, 1896–1899. archive.org
- A román parasztság helyzete, Budapest, 1901.
- Erdély és a nagyromán aspirációk, Budapest, 1918.
- Defensio nationis Hungaricae. Fellebbezés az emberiség elfogulatlanul gondolkozó tudományos közvéleményének ítélőszékéhez. Budapest, 1920. Online
- A székelyek, Budapest, 1921.
- The Transylvanian Question, London-New York-Budapest, 1921. (Ajtay Józseffel és Kovács Alajossal.) Online
- Hungary and Roumania, London-New York-Budapest, 1921. Online
- A román irredentista mozgalmak története, Budapest, 1922.
- Erdély története, Kolozsvár, 1923. (Ladihay Vince álnéven.)
- Az elszakított magyarság közoktatásügye, Budapest, 1927.